# بيغيسي (آبجدان)
بيغيسي (بالفارسية: بگسی) هي منطقة سكنية تقع في إيران في قسم آبجدان الريفي. يقدر عدد سكانها بـ 56 نسمة بحسب إحصاء 2016.